# 木星のトロヤ群

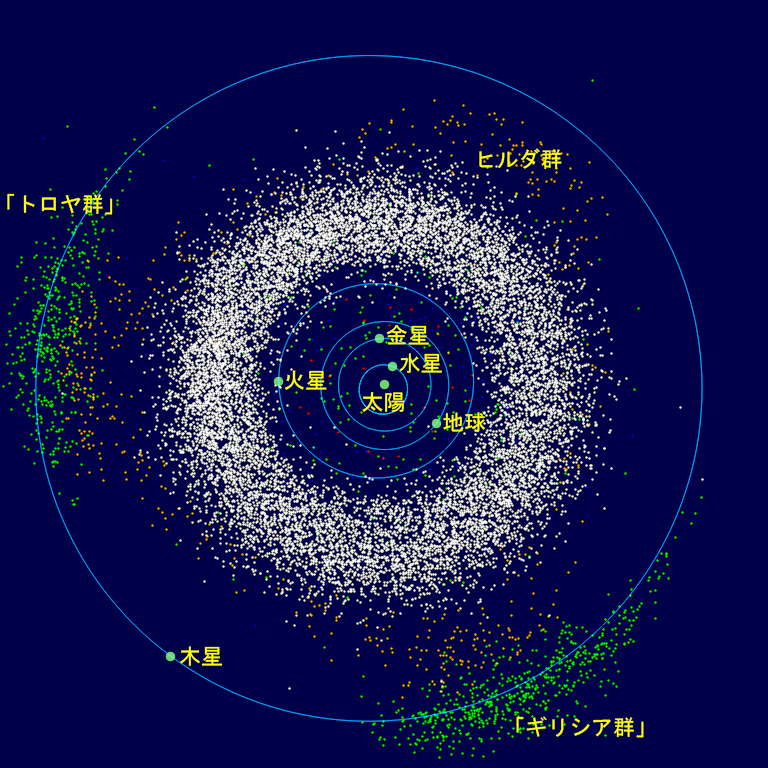
トロヤ群（緑色）は、木星の軌道上の前方と後方に分布する。小惑星帯（白色）は、火星と木星、ヒルダ群の小惑星（茶色）の間に分布する。

木星のトロヤ群（もくせいのトロヤぐん、Jupiter Trojan）は、太陽の周りを公転する軌道を木星と共有する小惑星の大きなグループである。木星に対して、それぞれの小惑星は、軌道上の木星から前方または後方に60°離れた2つのラグランジュ点（L4またはL5）のどちらかの周辺に位置する。トロヤ群の小惑星は、これら2つの点の周りの細長い領域で、軌道長半径の平均が5.2天文単位の軌道に分布する。
最初に発見されたトロヤ群の小惑星は、1906年にドイツの天文学者マックス・ヴォルフが発見した (588) アキレスである。2024年11月時点で、合計で14,471個のトロヤ群の小惑星が発見されている。L5（木星の後方）が5,431個、L4（木星の前方）が9,040個。「トロヤ群」という名前は、慣習により、それぞれの小惑星にトロヤ戦争の人物に因む名前を付けていたためである。直径1kmを超える木星のトロヤ群の合計数は、小惑星帯にある1km以上の小惑星の数とほぼ同じ100万個程度であると見積もられている。また、小惑星帯と同様に、トロヤ群の中にも小惑星族がある。
木星のトロヤ群の小惑星は、赤みがかった暗色で、特徴のないスペクトルを持つ。表面上に水や有機化合物、その他の化合物が存在する確かな証拠は得られていない。二重小惑星や光度曲線の観測から推測された密度は、0.8から2.5g/cm3である。トロヤ群は、太陽系の形成と進化の初期段階で、木星型惑星のマイグレーションが起こった頃に、その軌道に捕獲されたものと考えられている。
トロヤ群という名称は、木星のトロヤ群以外にも、もっと一般的に、より大きい天体と同様の関係にある太陽系小天体に対しても用いられる。例えば、火星のトロヤ群、海王星のトロヤ群、土星のトロヤ衛星がある。また、アメリカ航空宇宙局により、地球のトロヤ群小惑星 2010 TK7が発見されている。ただし、最初に見つかったトロヤ群の小惑星は木星の軌道上にあり、また木星は現在、群を抜いて多くのトロヤ群小惑星を持つため、単に「トロヤ群」「トロヤ群の小惑星」と言う場合は特に木星にあるトロヤ群と、それに属する小惑星を指す。

## 観測の歴史

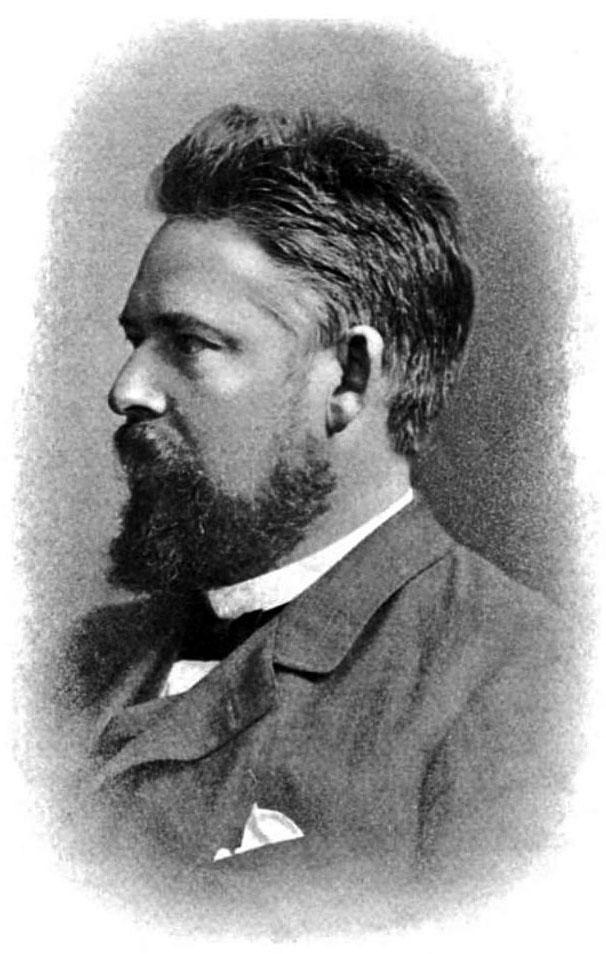
最初のトロヤ群の発見者マックス・ヴォルフ

1772年、三体問題を研究していたイタリア出身の数学者ジョゼフ＝ルイ・ラグランジュは、小天体は惑星と軌道を共有するが、その60°前方か後方の点の付近に捕らわれるだろうと予測した。捕らわれた天体は、オタマジャクシ軌道か馬蹄形軌道の平衡点付近でゆっくりと秤動する。前後60°の点は、L4及びL5のラグランジュ点と呼ばれる。しかし、ラグランジュの予測から1世紀以上の間、木星のトロヤ群の小惑星が初めて発見されるまでは、ラグランジュ点に捕らわれた小惑星は発見されなかった。
エドワード・エマーソン・バーナードは、1904年に (12126) 1999 RM11を観測していた。これはトロヤ群の最古の観測記録だが、この時には、彼もその他の人もその重要性には気付かなかった。バーナードは、自身が、当時発見されたばかりであり、わずか2″しか離れていなかった土星の衛星フェーベかまたは恒星を観測したと信じていた。この天体の正体が明らかとなったのは、1999年に再発見され、軌道が確定されてからであった。
最初にトロヤ群の小惑星だと認識されたものは、1906年2月、マックス・ヴォルフがケーニッヒシュトゥール天文台で発見した、太陽-木星系のL4ラグランジュ点に存在する小惑星であり、後にアキレスと名付けられた。1906年から1907年にかけて、同僚のドイツ人天文学者アウグスト・コプフによって、さらに2つのトロヤ群小惑星 (624) ヘクトルと (617) パトロクロスが発見された。ヘクトルはアキレスと同様に軌道の前方のL4ラグランジュ点に存在し、パトロクロスは初めて発見されたL5ラグランジュ点のトロヤ群小惑星であった。1938年までに、11個のトロヤ群小惑星が発見された。この数は、1961年には14個に増えた。観測機器の進歩に合わせ、発見の速度は上がった。2000年1月までの合計は257個となり、2003年5月には1,600個となった。2012年11月の時点では、L4に3,412個、L5に2,013個、2024年11月の時点では、L49040個、L5に5431個が発見されている。。

## 名前
木星のL4及びL5ラグランジュ点にある全ての小惑星の名前をトロヤ戦争に関係する有名な英雄の名前にするという慣習は、それらの軌道を初めて正確に計算したヨハン・パリサによって提案された。L4の小惑星はギリシア側、L5の小惑星はトロイ側から名付けられている。パトロクロスは、ギリシア側とトロイ側のルールが決まる前に命名されたため、L5の位置にあるにもかかわらず、ギリシア側の名前がついている。他に、ヘクトルもL4の位置にあるにもかかわらず、トロイ側の名前がついている。

## 数と質量

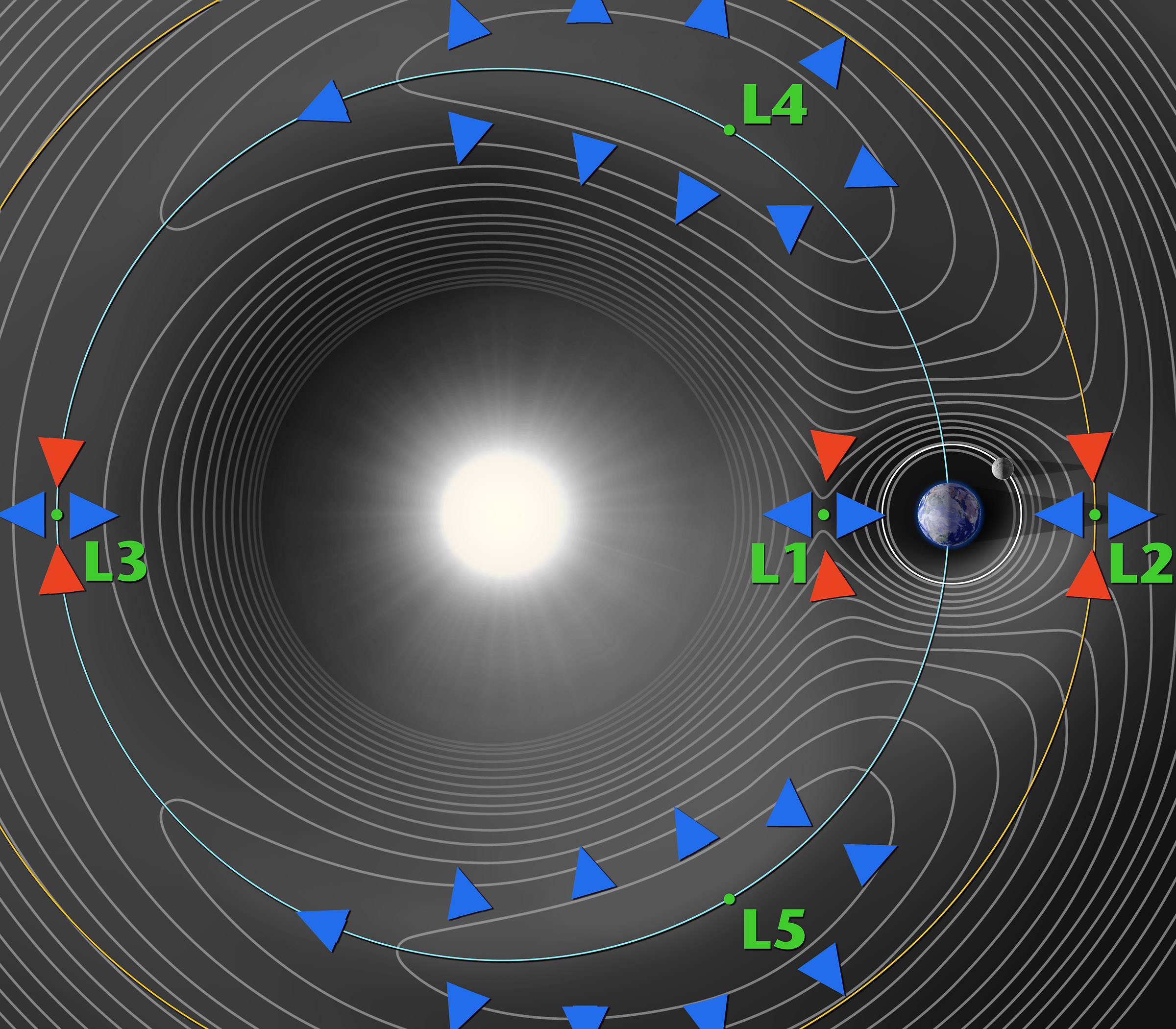
重力ポテンシャルの輪郭は、地球のそれぞれ前方と後方にL_{4}、L_{5}ができることを示している。木星のラグランジュ点も同様の位置関係である。

トロヤ群小惑星の合計数の推計は、限られた空域でのディープサーベイの結果に基づいている。2000年代前半の推計によれば、L4には直径2km以上のものが16万個から24万個、1km以上のものが約60万個ある。L5にも同程度の数が存在するとすれば、1kmを超える木星のトロヤ群小惑星は100万個以上存在することになる。絶対光度が9.0以上のものは、おそらく全てが把握されている。この数は、小惑星帯に存在する小惑星の数に匹敵する。木星のトロヤ群の合計の質量は地球質量の0.0001倍、小惑星帯の小惑星の合計質量の5分の1と推計されている。
しかし、2000年代後半の2つの研究結果によると、上記の推計値は、トロヤ群小惑星の数を数倍に過大評価していることが示唆されている。この過大評価は、(1) 全てのトロヤ群小惑星が0.04程度の低いアルベドを持つと仮定しているが、小天体は実際には0.12程度の高いアルベドを持つこと、(2) 全天のトロヤ群の分布について、推計の誤りがあること、が原因である。新しい推計によると、2km以上の直径を持つトロヤ群小惑星の数は、L4とL5にそれぞれ6.3 ± 1.0×104と3.4 ± 0.5×104である。この数は、小さなトロヤ群小惑星の反射が大きなものよりも高ければ、2倍程度小さくなる。
L4に存在するトロヤ群小惑星の数は、L5に存在するものよりもかなり多いが、明るいトロヤ群小惑星の数は、2か所の間でほとんど変わらず、この不均衡はおそらく観測バイアスによるものと考えられる。しかし、あるモデルでは、L4の位置は、L5よりもかなり安定とされる。
トロヤ群小惑星のうち最大のものはヘクトルで、203 ± 3.6 km の平均直径を持つ。全体の平均よりも大きいトロヤ群小惑星は少ない。大きさが小さくなると、84kmまでその数は急速に増え、この傾向は小惑星帯の小惑星よりも顕著である。直径84kmのものは、アルベドを0.04とすると絶対等級9.5に相当する。直径4.4kmから40kmの範囲では、トロヤ群小惑星の大きさの分布は小惑星帯の小惑星の大きさの分布に似ている。データが欠けているため、小さなトロヤ群小惑星の質量については何も分かっていない。大きさの分布から、小さなトロヤ群小惑星は、大きなトロヤ群小惑星の衝突によって生成したものであることが示唆される。

## 軌道

木星（赤色）に対するヘクトル（青色）の軌道のアニメーション

木星のトロヤ群は、5.05から5.35天文単位の軌道を公転し（平均軌道長半径は、5.2 ± 0.15天文単位である）、2つのラグランジュ点の周りのカーブした長細い領域に分布する。2つの領域は、木星の軌道に沿って約26°伸びており、合計距離は約2.5天文単位に達する。また幅はヒル球の半径とおおよそ等しく、木星では約0.6天文単位である。木星の軌道平面に対して大きな軌道傾斜角を持つものも多く、約40°に達するものもある。
ここのトロヤ群から木星までの距離は一定しない。それぞれの平衡点の周りでゆっくりと秤動しており、周期的に木星から近くなったり遠ざかったりしている。これらは一般的に、平均秤動周期約150年で、ラグランジュ点の周りでオタマジャクシ軌道と呼ばれる経路を通る。木星の軌道に沿った秤動の振幅は、0.6°から88°であり、平均は約33°である。シミュレーションによると、1つのラグランジュ点からもう1つのラグランジュ点に移動するような、さらに複雑な軌道を通ることもあり得、これは馬蹄形軌道として知られるが、現在木星のトロヤ群小惑星でこのような軌道を通るものは知られていない。

### 族と衛星
トロヤ群は狭い範囲に密集しているため、トロヤ群内の小惑星族を識別することは、小惑星帯のものよりも難しい。これは、族同士が重なり、一つに融合する傾向があることを意味する。しかし、2003年時点で、トロヤ群の中に10数個の族が識別されている。トロヤ群の族は、小惑星帯の族よりもずっと小さく、最大の族であるメネラオス族でもわずか8個から構成されている。
2001年に、パトロクロスがトロヤ群で初めて二重小惑星であることが確認された。伴星の軌道は、惑星のヒル球の3万5,000kmと比べて約650kmと非常に近い。最大のトロヤ群小惑星ヘクトルは、衛星様の天体との接触二重小惑星である可能性がある。

## 物理的性質

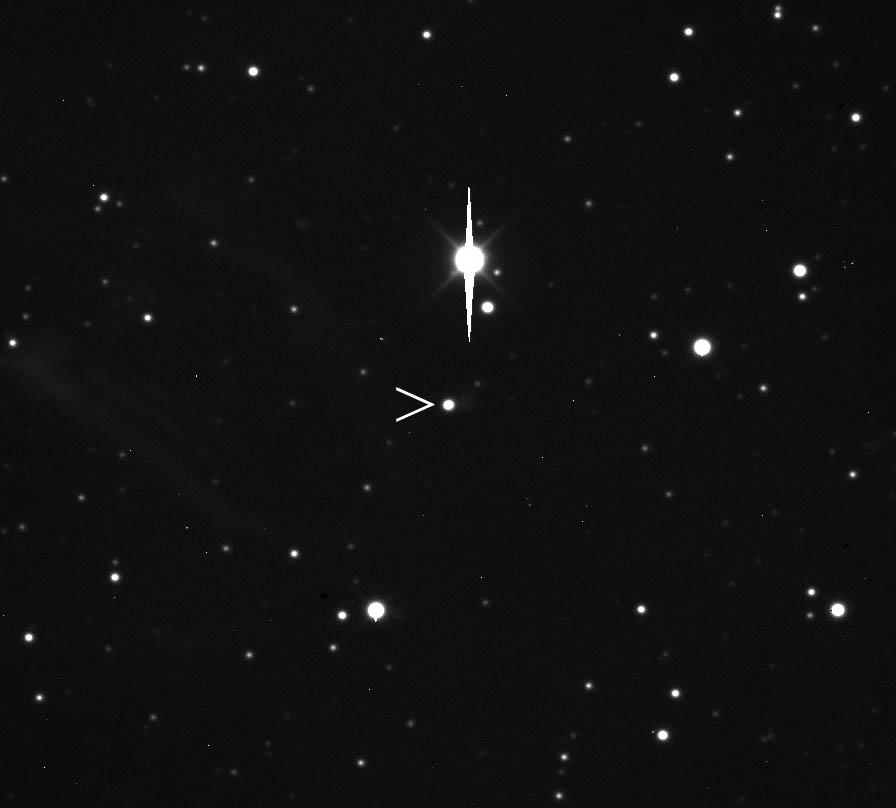
ヘクトル（中央）は、準惑星の冥王星とほぼ同じ明るさを持つ。

木星のトロヤ群の小惑星は、不規則な形の暗い天体である。アルベドは通常、3%から10%の範囲であり、直径57km以上のもので0.056 ± 0.003、25km以下のもので0.121 ± 0.003（Rバンド）が平均値である。(4709) Ennomosは、既知のトロヤ群小惑星の中で最も高いアルベド (0.18) を持つ。質量、化学組成、時点やその他の物理的性質については、ほとんど分かっていない。

### 自転
トロヤ群小惑星の自転の特性については、よく分かっていない。72個のトロヤ群小惑星の光度曲線の分析で、小惑星帯の小惑星の対照群の平均自転周期10.6時間に対して、平均の自転周期は約11.2時間という結果が得られた。小惑星帯の小惑星の自転周期の分布は、8時間から10時間のものが少なくマクスウェル分布で近似できないのに対し、トロヤ群の自転周期の分布は、マクスウェル分布でよく近似されると見られている。トロヤ群の自転周期のマクスウェル分布は、これらが小惑星帯に比べて衝突による進化の途上にあることを示唆しているのかもしれない。
しかし、2008年にカルヴィン大学の研究チームが無作為に選んだ10個のトロヤ群小惑星の光度曲線を分析し、自転速度の中央値18.9時間を得た。この値は小さい小惑星帯の小惑星の値（11.5時間）に比べてかなり大きいものであった。この違いは、トロヤ群の密度が小さいことを意味し、さらにこれらがエッジワース・カイパーベルトで形成されたことを示唆しているのかもしれない。

### 組成
分光学的には、木星のトロヤ群小惑星の大部分は、小惑星帯の外側の小惑星に多いD型小惑星である。少数はP型小惑星またはC型小惑星に分類される。これらのスペクトルは赤色、中性、または無特徴である。水や有機化合物、その他の化学物質が表面に存在するという確たる証拠は、2007年時点では得られていない。しかし、Ennomosはトロヤ群の平均と比べてアルベドがかなり高く、水の氷の存在を示唆している。さらに、(911) アガメムノンやパトロクロス等のその他いくつかのトロヤ群小惑星は、1.7μmと2.3μmに非常に弱い吸収線を持ち、有機化合物の存在を示唆している。トロヤ群小惑星のスペクトルは、エッジワース・カイパーベルト天体のものには似ていない一方で、木星の不規則衛星のものと似ており、またある程度は彗星の核にも似ている。このようなスペクトルは、水の氷、大量の炭のような炭素の豊富な物質、そしておそらくマグネシウムの含量の豊富なケイ酸塩の混合物を考えると、よく合致する。トロヤ群の小惑星の化学組成は、ほぼ単一であると考えられ、L4とL5の間でも、ほとんどまたは全く違いがないと考えられている。
ケック天文台の研究チームは、2006年にトロヤ群の二重小惑星パトロクロスの密度は水の氷（0.8g/cm3）よりも小さいことを測定し、これはこの小惑星、そしておそらく他の多くのトロヤ群小惑星が、組成の面では、小惑星帯の小惑星よりも彗星やエッジワース・カイパーベルトの天体に近く、水の氷と塵の層で構成されていると考えられると発表した。この発表に続いて、光度曲線から求めたヘクトルの密度が2.480g/cm3とパトロクロスの値よりもかなり大きいことが発表された。この密度の違いは未だ謎であり、密度は小惑星の起源を推定するよい指標となることを示している。

## 起源と進化
トロヤ群の形成と進化を説明するために、2つの主要な理論が提唱されている。1つ目の仮説は、トロヤ群は木星とともに太陽系の同じ場所で形成され、惑星の形成に合わせてそれぞれの軌道に入ったとするものである。木星の形成の最終段階では、原始惑星系円盤から大量の水素とヘリウムを降着し、質量が急増した。約1万年続いたこの時期に、木星の質量は10倍に増加した。木星とほぼ同じ軌道を持つ微惑星は、増大する惑星の重力に捕えられた。この捕獲の機構は非常に効率的で、残った微惑星のほぼ半分が捕えられた。この仮説には、2つの大きな問題が残っている。捕えられた天体の数が観測されるトロヤ群小惑星の数よりも4桁も大きくなってしまうことと、現在のトロヤ群小惑星は、捕獲モデルで予測される値と比べて大きな軌道傾斜角を持つことである。しかし、この仮説のシミュレーションでは、土星の周りに同様のトロヤ群が形成されるのが阻害されることとなり、これは土星の近くにトロヤ群が見られないという観測結果に裏付けられる。
2つ目の仮説は、太陽系形成理論の1つであるニースモデルの一部であり、トロヤ群は、太陽系の形成の5億年から6億年後に起こった惑星のマイグレーション（移動）の過程で捕獲されたとするものである。このマイグレーションは、木星と土星が1:2共鳴点の近くを通過することが引き金となって生じた。この期間、天王星や海王星、そしてある程度は土星も外側に向けて動き、木星は内側に向けて動いた。巨大惑星のマイグレーションは、エッジワース・カイパーベルトを不安定化し、数百万の天体が太陽系の内側に向かって放出された。さらに、それらの合計の重力の影響で既存のトロヤ群もかき乱された。この理論では、現在のトロヤ群小惑星は、木星と土星が共鳴点から離れてから集積したエッジワース・カイパーベルト由来の天体ということになる。
トロヤ群の遠い将来については、木星と土星の間のいくつかの弱い共鳴により、時間とともに無秩序な振舞いをするようになるため、はっきりとは分からない。さらに、衝突による破片は外に放出されるため、その数は徐々に減っていく。トロヤ群から放出された小惑星は、木星の一時的な衛星や木星族の彗星になることがある。シミュレーションによると、木星のトロヤ群小惑星の最大17%の軌道は、時間が経つにつれて不安定になっている。Levisonらは、約200個のトロヤ群から放出された直径1km以上の小惑星が太陽系を漂っており、そのうちのいくつかは地球横断軌道に来る可能性があると考えている。

## 探査計画
アメリカ航空宇宙局(NASA)は2017年、低コストの月・惑星探査計画シリーズであるディスカバリー計画の一環として、木星のトロヤ群を探査するミッション「ルーシー」を選定した。2021年10月16日に打ち上げられ、2027年〜2033年にかけて、木星のトロヤ群小惑星7つを探査する予定である。
宇宙航空研究開発機構宇宙科学研究所 (ISAS) は、2020年代に実施する大型ミッション（戦略的中型計画）の候補の1つとしてソーラー電力セイルを用いたトロヤ群探査計画OKEANOSを検討している。